# Jeziercy
Jeziercy, Ezeryci (Ἐζερῖται, Ezerītai) – plemię słowiańskie zamieszkujące Peloponez. W IX i X wieku zostało podporządkowane Bizancjum.

## Siedziby
Jeziercy znani są głównie z obszernego przekazu Konstantyna Porfirogenety. Ich siedziby znajdowały się na wschodnich zboczach pasma górskiego Pentodaktyl (Tajget) w rejonie starożytnego miasta Helos (Ἑλος, średniowieczne Ἐζερόν, Ezeron). Od zachodu sąsiadowali z Milingami, od południa z Majnotami. Na podstawie wzmianki w aktach synodu focjańskiego z 879 roku przypuszcza się, że część Jezierców oderwała się od swego plemienia w czasie wędrówki na Peloponez i osiadła w Helladzie. Sądząc po wysokości płaconych w późniejszym czasie danin, byli plemieniem pięciokrotnie liczniejszym od Milingów.

## Pojawienie się na Peloponezie
Na teren Peloponezu obydwa plemiona dotarły w czasie wielkiej wędrówki Słowian na Bałkany w ciągu VI i VII wieku. Opierając się na informacji zamieszczonej w Kronice Monemwazijskiej o 218 latach dominacji słowiańskiej na Peloponezie, część historyków (Niederle, Wasiljew, Ostorgorski, Charanis, Lemerle), wychodząc od roku 805, ustala osiedlenie się Słowian na Peloponezie na lata 584–586, łącząc je z najazdem sklawińskim z tych lat. Z kolei krytycy wiarygodności Kroniki Monemwazijskiej (m.in. K. M. Setton) przesuwają osiedlenie się Słowian na Peloponezie na lata po 746 roku, wskazując, że pierwszy przekaz, pochodzący od Teofanesa, o obecności Słowian na Peloponezie dotyczy 782/783 roku. Tadeusz Wasilewski łączy osiedlenie się Milingów i Jezierców na Peloponezie z wielką migracją sklawińską na teren Grecji w latach 610–617.

## Dalsze losy

Peloponez w wiekach średnich

Kres dominacji słowiańskiej na Peloponezie, który w VIII wieku był określany terra sclavonia (ziemią słowiańską), położyły walki pod Patras około 805-806 roku. Zwycięstwo stratega Sklerosa nad Słowianami doprowadziło do ich podporządkowania odbudowanej metropolii w Patras i podporządkowanym jej trzem biskupstwom w Lacedemonie, Korone i Metone. Pod koniec panowania cesarza Teofila (829-842) doszło do buntu Słowian na Peloponezie, którego stłumienie przypadło na rządy regencji za małoletności Michała III. Działania wojenne, prowadzone znacznymi siłami ściągniętymi z zachodnich prowincji cesarstwa, dowodzonymi przez protospathara Teoktysta, zwanego Bryenniosem, przyniosły trwałe podporządkowanie Słowian Bizancjum. Najsilniejszy opór stawili wówczas Jeziercy i Milingowie. Pokonawszy obydwa plemiona Teoktyst nałożył na nie obowiązek płacenia stałej daniny: 60 nomizmatów przez Milingów i 300 przez Jezierców.
Za panowania cesarza Bazylego I (867-886) podjęta została akcja chrystianizacyjna wśród Słowian peloponeskich. Cała okolica wokół Helos miała opinię niespokojnej i nawiedzanej przez demony. Okoliczni pasterze oddawali im cześć chcąc zapewnić bezpieczeństwo swym stadom. Być może dla większego powodzenia akcji misyjnej na tym trudnym terenie zostało powołane biskupstwo w Helos. Szczególną aktywnością misyjną wśród Słowian w tym czasie odznaczył się działający na terenie sąsiedniego biskupstwa Lacedemonu Nikon Metanoita. Poszczególne plemiona zostały podporządkowane namiestnikom bizantyńskim i zobowiązane do brania udziału w wyprawach wojennych Bizancjum.
W sto lat po poprzednim buncie, pod koniec rządów Romana Lekapena (920-944) Jeziercy i Milingowie ponownie wystąpili przeciwko cesarstwu. Ostatecznie pokonał ich dopiero ok. 941 roku strateg Peloponezu Krinites Arotras, podnosząc wysokość trybutu dla każdego plemienia do 600 solidów. Uspokoiło to sytuację jedynie chwilowo. Po objęciu przez zwycięzcę stanowiska stratega Hellady, doszło na Peloponezie do wybuchu niepokojów wywołanych konfliktami między lokalnymi dostojnikami. Jednocześnie bezpieczeństwu prowincji zagroził najazd „Sklawesianoi”, bliżej nie określonych oddziałów słowiańskich. W tej sytuacji cesarz przywrócił obydwu plemionom dawną wysokość trybutu.
Jeziercy zachowali odrębność etniczną i osadniczą do XII wieku. Ich terytorium było wydzielone administracyjnie jako χώρα των εθνικων (chōra tōn etnikōn). Mieli własnego księcia (duksa), którego jednak wyznaczał strateg temy, obowiązek płacenia trybutu i udziału w działaniach wojennych.
Po upadku Konstantynopola (1204) zostali podbici przez krzyżowców francuskich, zachowując jednak swą organizację plemienną. Kres ich niezależności położył najazd turecki w XV wieku.